# Ernest Borgnine
Ernest Borgnine (Hamden, Connecticut, 1917. január 24. – Los Angeles, 2012. július 8.) Oscar-, Golden Globe- és BAFTA-díjas amerikai színész.

## A filmvilágban

### A kezdetek
Szülei Észak-Olaszországból vándoroltak az USA Connecticut államába, ahol Ermes Effron Borgnino néven született. Gimnázium után, mivel nem tudott dönteni jövője felől, belépett a haditengerészetbe, ahol tíz évet töltött. Pár évnyi gyári munka után édesanyja győzködésére látogatni kezdte a hartfordi Randall School drámaóráit. A képzés befejezése után az abingdoni Barter Theater társulatához csatlakozott; az itt töltött négy év alatt sokféle szerepet játszott el. Karrierjében nagy áttörést a Broadwayn is műsorra tűzött Harvey című darab jelentett. Innen már egyenes út vezetett Hollywoodba; 1951-ben megkapta első filmszerepét (The Whistle of Eaton Falls). A From Here To Eternity című filmben a Maggiót alakító Frank Sinatra mellett tűnt fel a kegyetlen Fatso szerepében.

### A csúcson

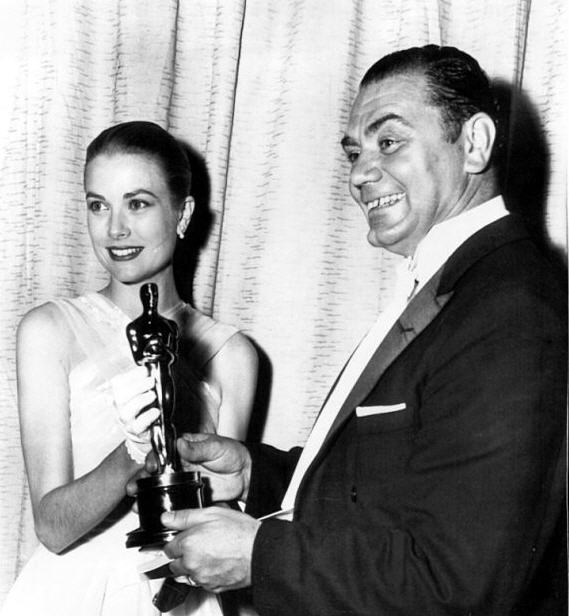
1956-ban átveszi az Oscar-díjat Grace Kellytől

Emlékezetes játéka jóvoltából számtalan szerepet kapott szilárd és fajsúlyos karakterek megformálására a drámai alkotásoktól egészen a westernekig.
1955-ben megkapta a Marty címszerepét; az érzékeny és félénk hentes, Marty Piletti megformálásáért elnyerte a legjobb férfi főszereplőnek járó Oscart olyan jelöltek előtt, mint Spencer Tracy, James Cagney, Frank Sinatra vagy éppen James Dean. Ugyan kapott még elég filmfőszerepet, de mégis inkább karakterszínészként számítottak rá a korabeli filmalkotók.
1962 és 1966 között a McHale’s Navy című vígjáték-sorozatban Quinton McHale hadnagyként, majd 1984 és 1986 között az Airwolf című sorozat egyik főszereplőjeként tűnt fel a televízióban.
Számtalan tévéfilmben feltűnt a 2000-es évek elején is; a Magyarországon is sugárzott SpongyaBob Kockanadrág című rajzfilmsorozatban Kobakának kölcsönzi hangját, de alkalma nyílt önmagát is szinkronizálni A Simpson család című rajzfilmben.
Magyarországon mozifilmben a 2010-es Red című filmben volt látható utoljára, de élete utolsó két évében is több filmben szerepelt. Haláláig dolgozott.

## Magánélete
A mexikói származású Katy Juradóval három évig voltak házasok.
A színésznő Ethel Mermannel kevesebb mint két hónapig tudott békés házasságban élni; 1964 júliusában elváltak. 1972-ben feleségül vette Tova Traesnaest, aki Beverly Hillsben működtetett egy sikeres és az idők során egyre terebélyesedő kozmetikai céget.
2012. július 8-án veseelégtelenség következményeként hunyt el, 95 éves korában.

## Válogatott filmográfia
- The Whistle at Eaton Falls (1951)
- The Mob (1951)
- Most és mindörökké (From Here to Eternity) (1953)
- The Stranger Wore a Gun (1953)
- Johnny Guitar (1954)
- Vera Cruz  (1954)
- Marty (Marty) (1955)
- McHale's Navy (1964)
- A Főnix felrepül (The Flight of the Phoenix) (1965)
- The Oscar (1966)
- A piszkos tizenkettő (The Dirty Dozen) (1967)
- Vad banda (The Wild Bunch) ([1969])
- Willard (1971)
- A Poszeidon katasztrófa (1972)
- Az Észak császára (Emperor of the North Pole) (1973)
- A názáreti Jézus (Jesus of Nazareth) (1977)
- Konvoj (Convoy) (1978)
- Nyugaton a helyzet változatlan (All Quiet on the Western Front) (1979)
- Szuperzsaru (1980)
- Menekülés New Yorkból (Escape from New York) (1981)
- Túl nagy rizikó (High Risk) (1981)
- Airwolf sorozat (Airwolf) (1984)
- Piszkos tizenkettő – A második küldetés (The Dirty Dozen: Next Mission) (1985)
- Ne hívj többé Indiónak! (The Manhunt) (1986)
- A parancsnok (Geheimcode Wildganse) (1986)
- Piszkos tizenkettő – Halálos küldetés (The Dirty Dozen: The Deadly Mission) (1987)
- Kincses sziget az űrben (L’Isola del tesoro) (1987)
- Piszkos tizenkettő – Végzetes küldetés (The Dirty Dozen: The Fatal Mission) (1988)
- Lézermisszió (Laser Mission) (1989)
- A halál nem válogat (Any Man's Death) (1990)
- Látszatok (Appearances) (1990)
- Lángoló part (Mountain of Diamonds) (1991)
- A mecénás szeretője (Mistress) (1992)
- Amikor az oroszlán elbődül (MGM: When the Lion Roars) (1992)
- A kék gyémánt (Der Blaue Diamant) (1993)
- Charlie - Minden kutya a mennybe jut 2. (All Dogs Go to Heaven 2) (1996)
- Gyagyások serege (McHale's Navy) (1997)
- Gattaca (Gattaca) (1997)
- Basebolondok (BASEketball)(1998)
- Castlerock (2000)
- Hoover (2000)
- September 11 (2002)
- Terhes örökség (Barn Red) (2003)
- A remény ösvénye (The Trail to Hope Rose) (2004)
- A skizofrén gorilla (La cura del gorilla) (2006)
- Nagypapát kérek karácsonyra! (A Grandpa for Christmas) (2007)
- Vad barmok (Strange Wilderness) (2008)
- A vadnyugat végnapjai (Aces 'N' Eights) (2008)
- A kívánságkút (Wishing Well) (2009)
- RED (RED) (2010)
- Egy újabb holdtölte (Another Harvest Moon) (2010)